# Altes Hafenamt Hamburg

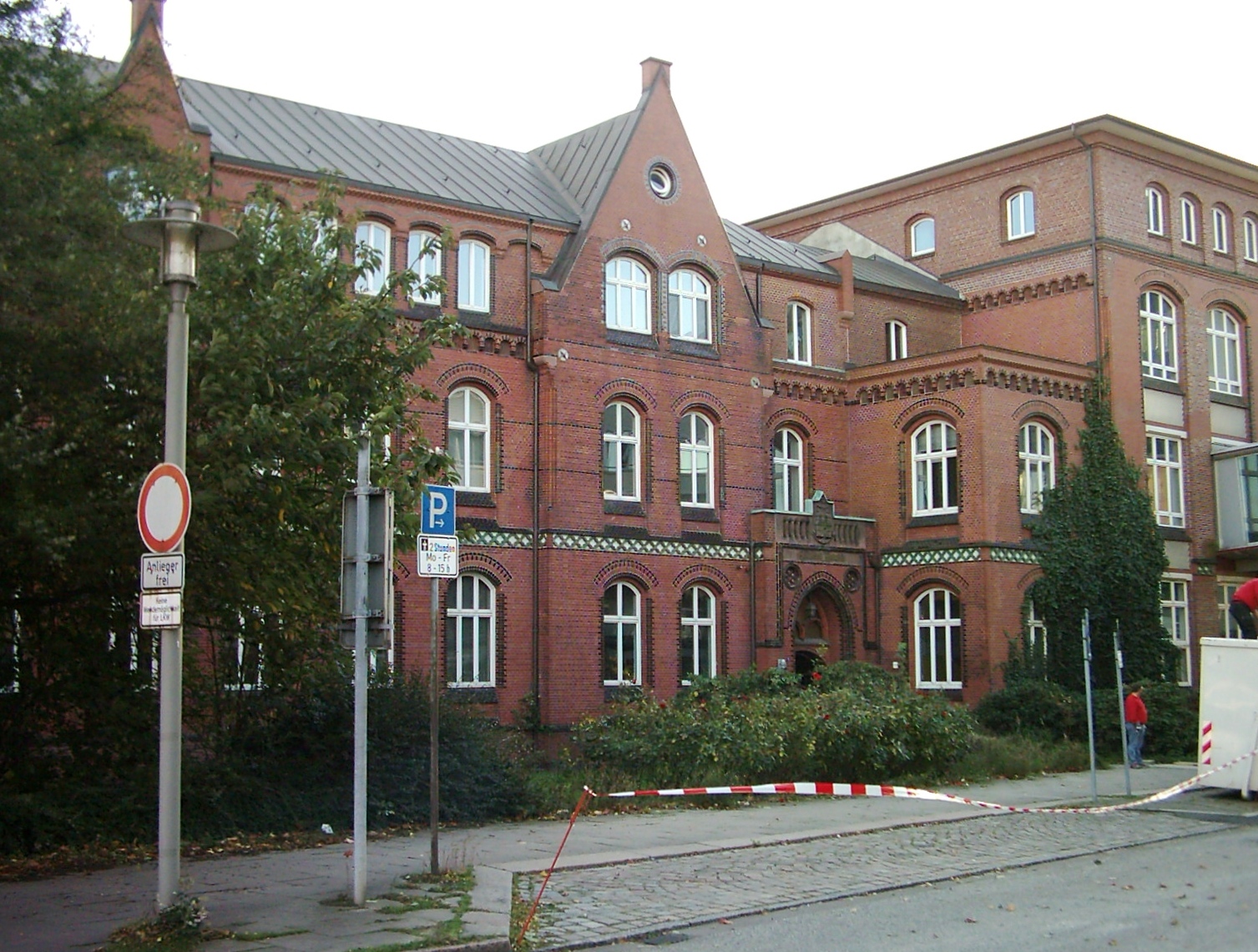
Das Hauptgebäude des Amtes Strom- und Hafenbau von 1886 an der Dalmannstraße 1

Das Alte Hafenamt in Hamburg war bis 2005 der Sitz des „Amtes Strom- und Hafenbau“ in der damaligen Dalmannstraße 1. Das Gebäude steht seit 2001 unter Denkmalschutz und ist heute das Hotel „Altes Hafenamt“ im neu entstandenen Überseequartier der HafenCity.

## Geschichte

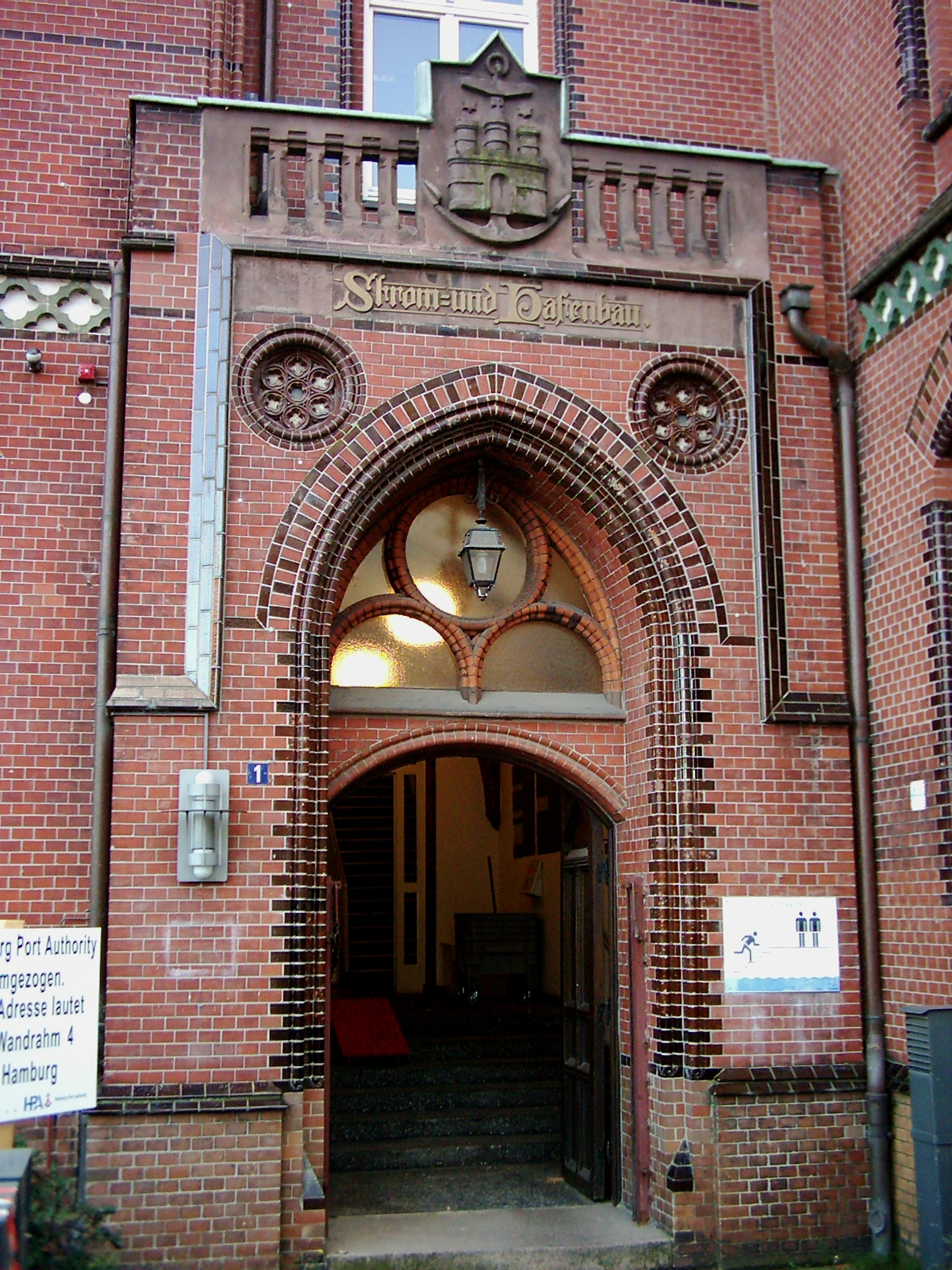
Haupteingang des denkmalgeschützten Gebäudes, Dalmannstraße 1

Das Gebäude an der Dalmannstraße 1 wurde 1885/1886 auf dem Grasbrook im entstehenden Freihafen für die II. Section der Baudeputation als Sitz für das Amt Strom- und Hafenbau errichtet. Die amtliche Bezeichnung ist entgegen der häufig zu findenden Bezeichnung Amt für Strom und Hafenbau nur Amt Strom und Hafenbau. 
Der neugotische Bau mit seinem dunkelroten Backstein und der Ornamentik aus Spitzbogenvertiefungen, Mauerreliefs und grün gefärbten Terrakotta-Ziegelsteinen besticht auch heute noch. Um das Gebäude herum entstanden in den Jahren bis 1937 nach und nach weitere Anbauten und Gebäude, die im Obergeschoss mit geschlossenen Brücken, zum Teil über Straßen hinweg, untereinander verbunden waren.  Zuletzt entstand 1992/1993 nördlich der Altbauten an der Dalmannstraße 2 ein moderner Erweiterungsbau (Architektenbüro Dinse, Feest und Zurl).
Die Dalmannstraße erhielt ihren Namen nach dem Hamburger Wasserbaudirektor Johannes Dalmann (1823 – 1875), während dessen Amtszeit das moderne Hafensystem mit dem Tidehafen entwickelt wurde.

### Alte Nutzung
Der Gebäudekomplex wurde von 1886 bis 2005 als Hauptverwaltung des „Amtes Strom- und Hafenbau“ genutzt. Das zur Hamburger Wirtschaftsbehörde gehörende Amt Strom- und Hafenbau wurde 2005 mit anderen Hafenbehörden zur Hamburg Port Authority (HPA) vereinigt und bezog 2006 den Speicher P in der Speicherstadt. Seit der Zeit standen die Gebäude leer.

## Der Neuanfang

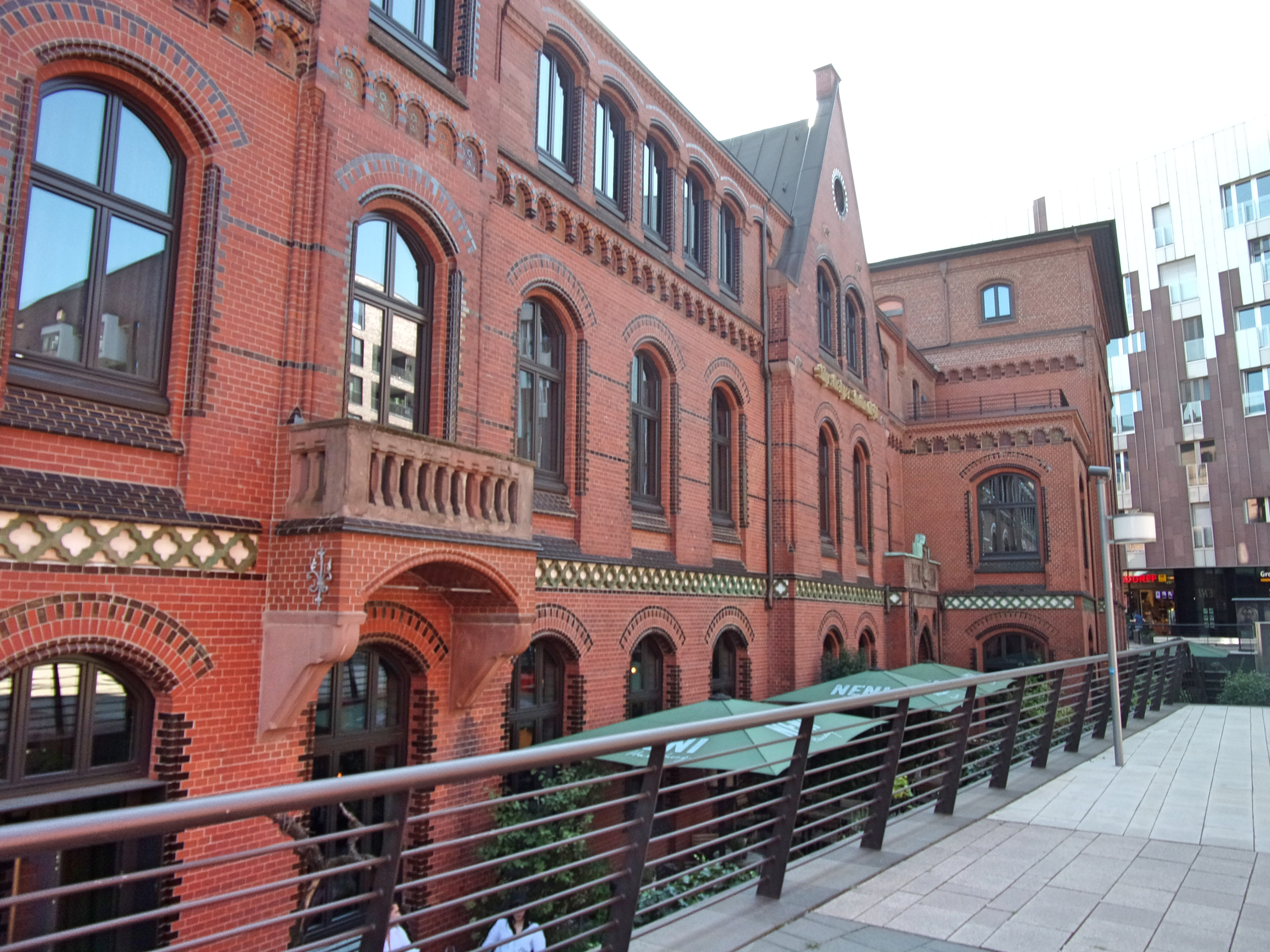
Das Gebäude, Gelände angepasst, Fassade zum Marktplatz

Für den Bau des Überseequartiers wurden in den Jahren 2006 bis 2008 alle Gebäude des Gebietes abgerissen. Darunter die Wasserschutzpolizei am Sandtorkai und alle anderen Gebäude an der ehemaligen Dalmannstraße bis auf das denkmalgeschützte Gebäude. Mit dem Baujahr 1885/86 ist das „Alte Hafenamt“ eines der ältesten Gebäude der HafenCity. Und es ist eines der am tiefsten gelegenen: Die Neubauten entstehen nämlich auf Warften, angehäuften Flächen zum Hochwasserschutz in einer Höhe von acht bis neun Metern über Normalnull. Das backsteinerne Gründerzeitbauwerk dagegen befindet sich auf einem Höhenniveau von 5,3 m und scheint im Boden zu versinken. Damit die Proportionen der Fassade sichtbar bleiben, musste das Gelände speziell modelliert werden. Der Bau der Tiefgarage unter dem Hafenamt und dem Überseeboulevard hatte Risse im Mauerwerk verursacht. Im August 2013 wurde mit den Sicherungsmaßnahmen begonnen. Die Fundamente mussten im Hochdruckinjektionsverfahren stabilisiert werden.

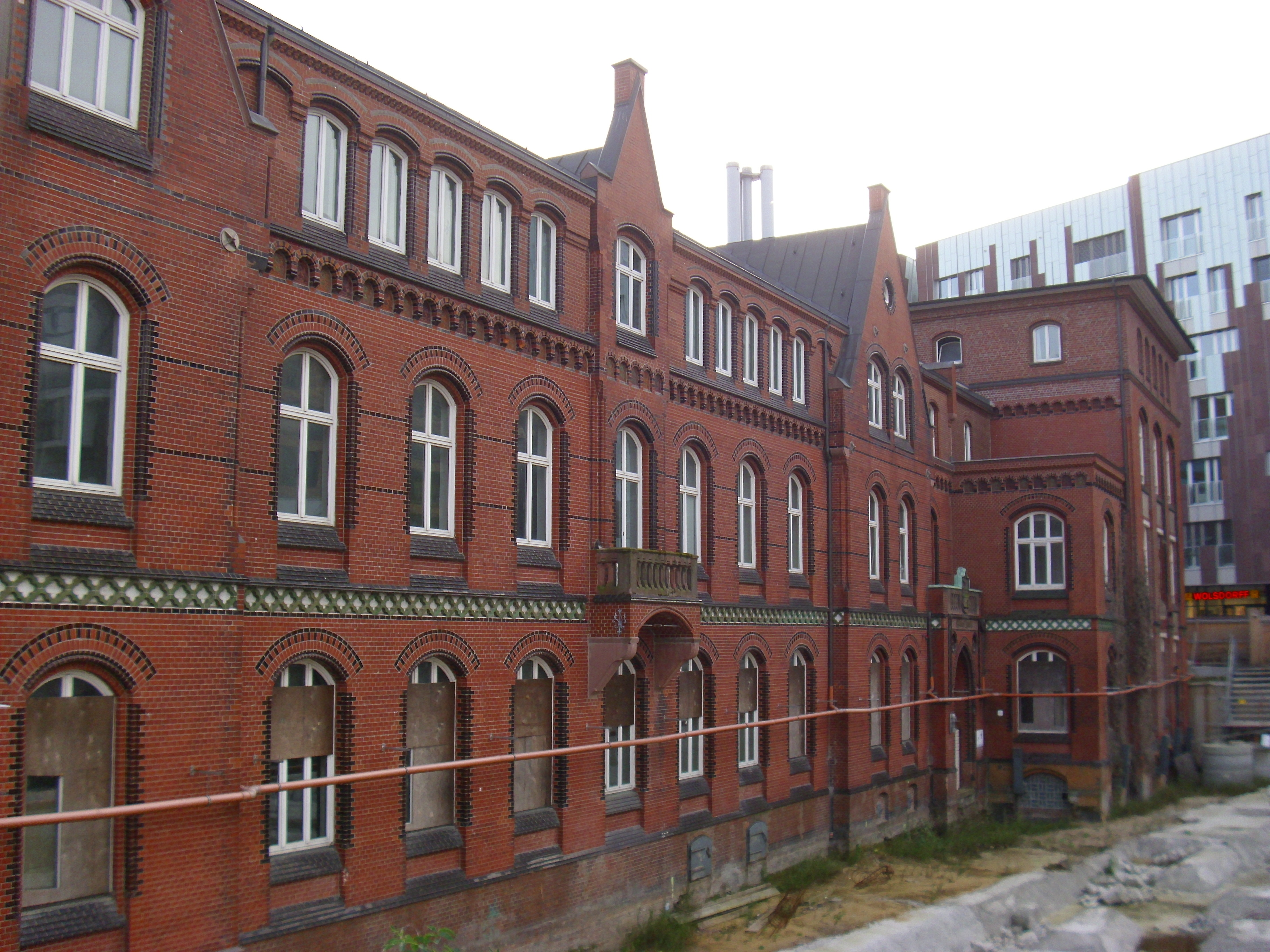
Das Gebäude vor der Gelände- angleichung, alter Haupteingang. Die Regenrohre vor der Fassade liegen auf dem neuen Geländeniveau.

Für die Sicherheit des Gebäudes bei Sturmfluten, die zuletzt die 6 m-Marke erreichten und überschritten, mussten wassertechnisch etliche Nachweise für die Sicherheit erbracht werden. Nicht zuletzt, weil die Elbe mit dem Magdeburger Hafen nicht ganz 30 m entfernt ist.

### Neue Nutzung
Der Name „Altes Hafenamt“ kam erst mit den Plänen für dessen Umnutzung auf. Zunächst war die Verwendung als Markthalle geplant. Aufgrund von Uneinigkeit unter den Investoren und den Auflagen des Denkmalschutzes, die ein Auskernen des historischen Gebäudes verhinderten, kam es zum Weiterverkauf an ein Privatkonsortium von Hotelentwicklern. Seit Mitte 2016 beherbergt das Gebäude das Hotel „25 hours Altes Hafenamt“ nebst Restaurant, Bar und Fitnesscenter. Die ursprüngliche Architektur wurde auch im Inneren behalten und den neuen Erfordernissen angepasst.

## Bildmaterial

### Vergangenheit

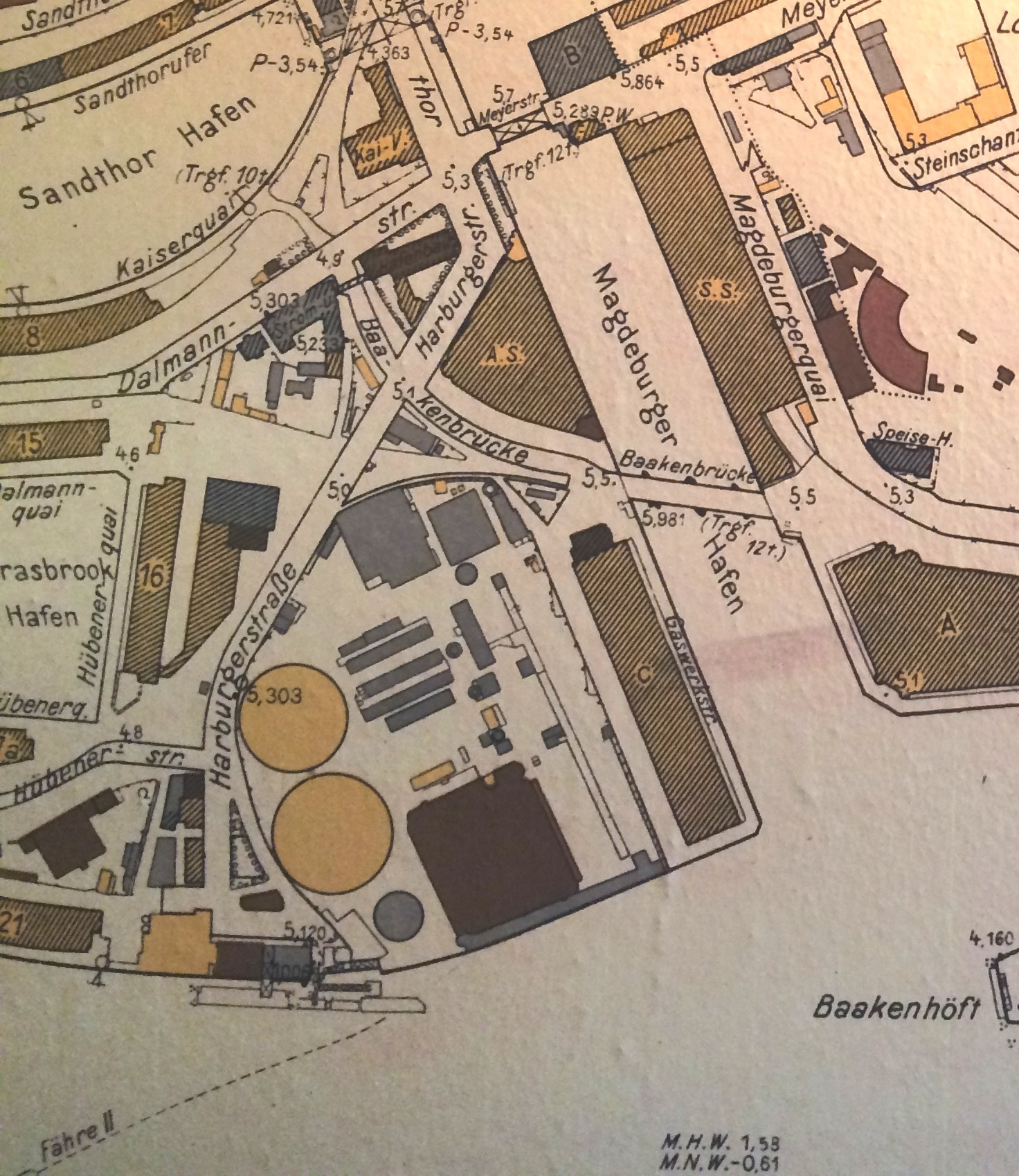
Ausschnitt Liegenschafts-Kataster Grasbrook um 1920 mit den Gebäuden.
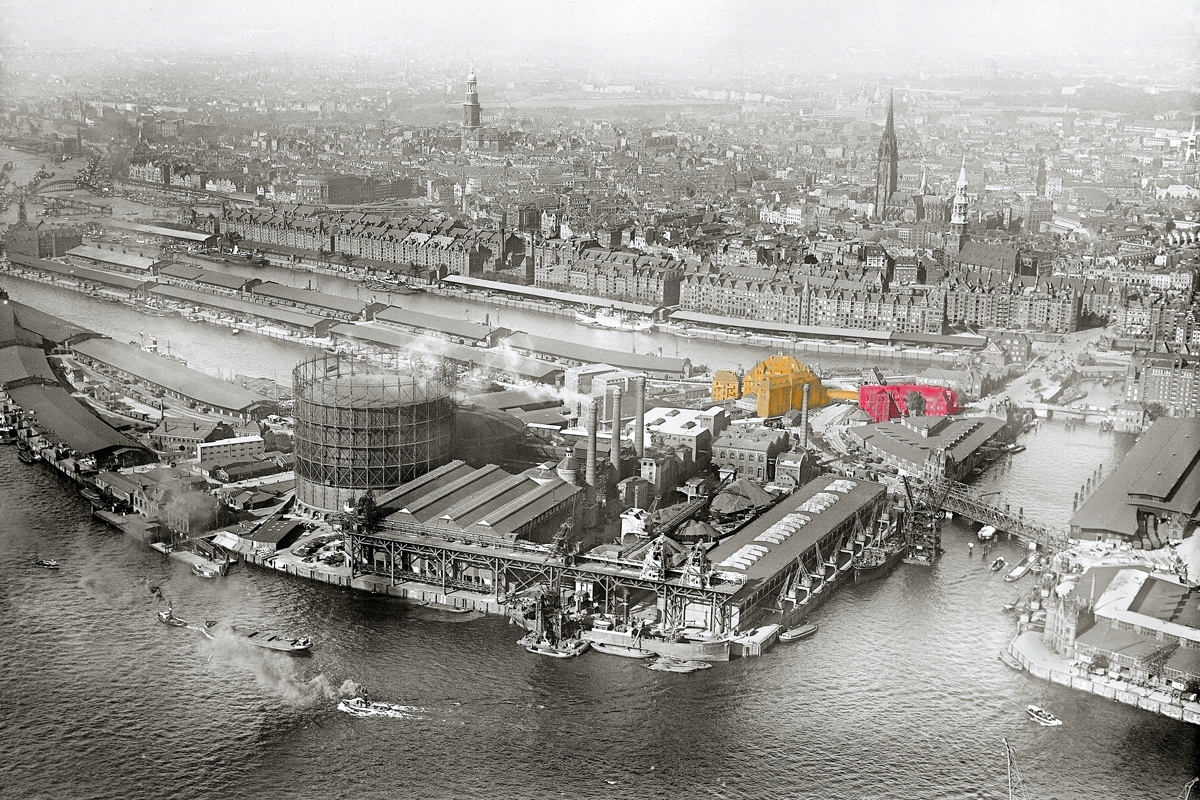
Luftbild vom Grasbrook, ca. 1930. Gebäude vom Hafenamt farbig markiert.
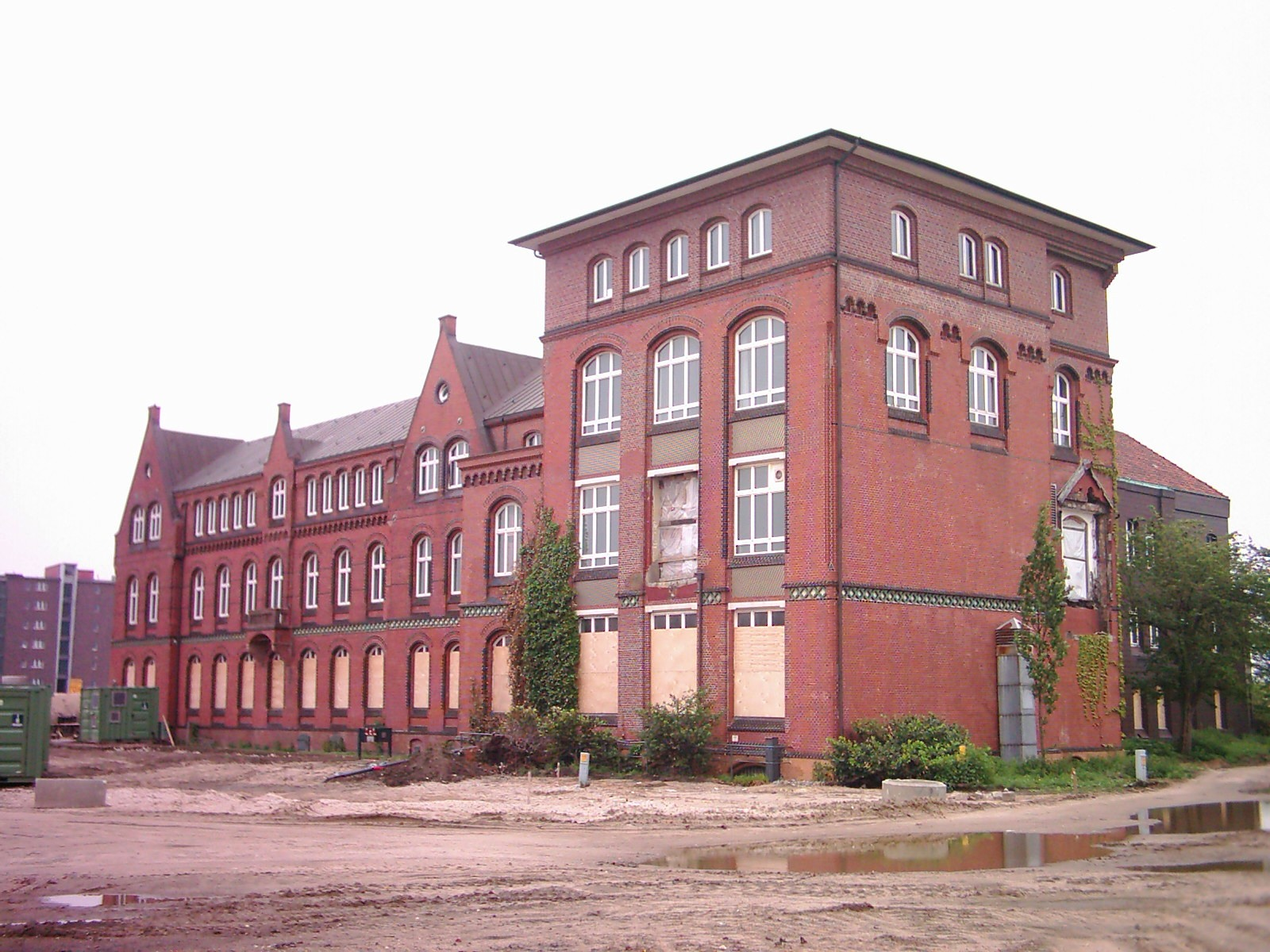
Der denkmalgeschützte Gebäudeteil des „Amtes Strom- und Hafenbau“ aus Nord-West gesehen.
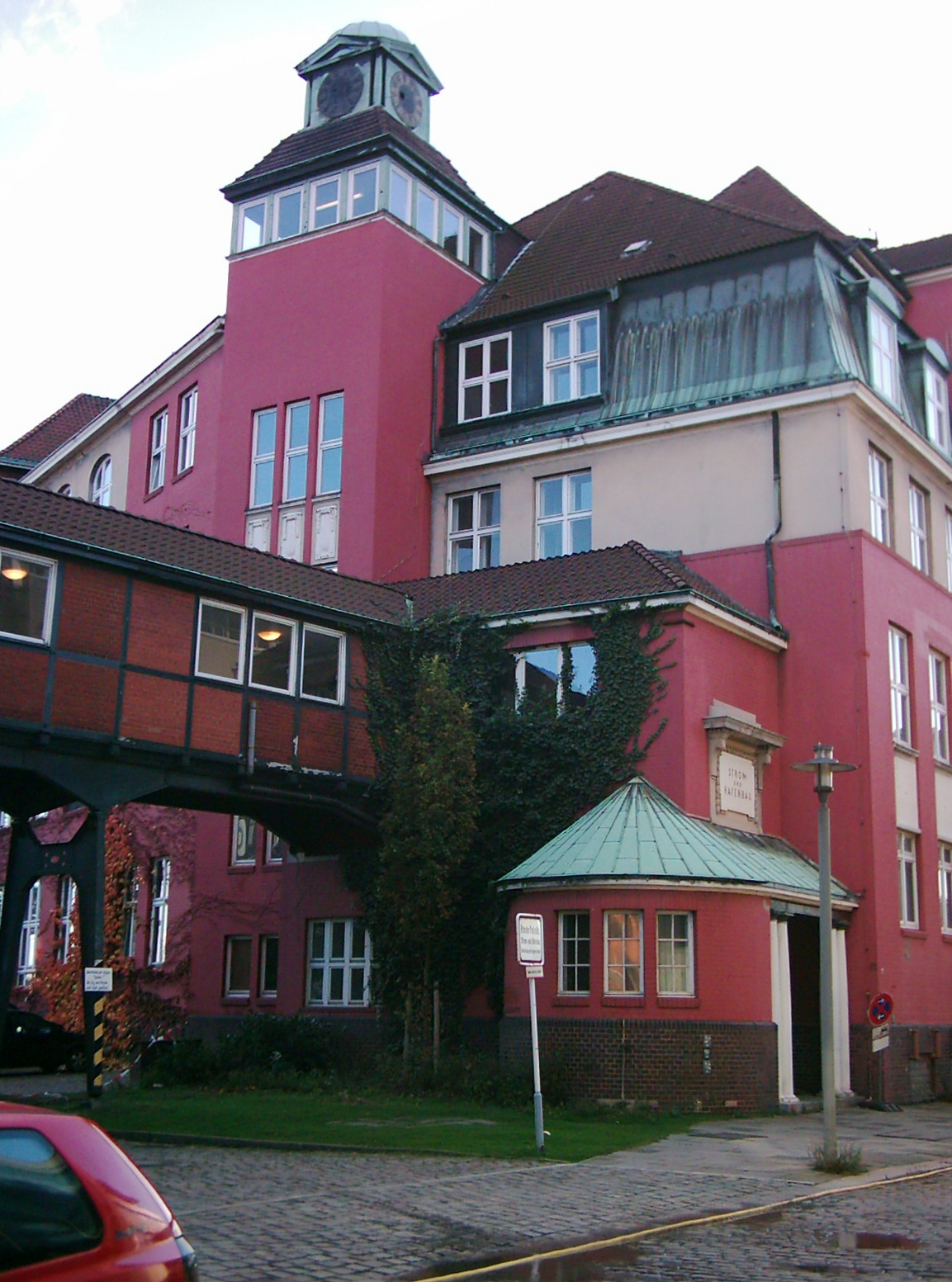
Westlicher (größter) Anbau von 1910 in der Dalmannstraße 3 mit Verbindungsbrücke im Obergeschoss.

### Gegenwart

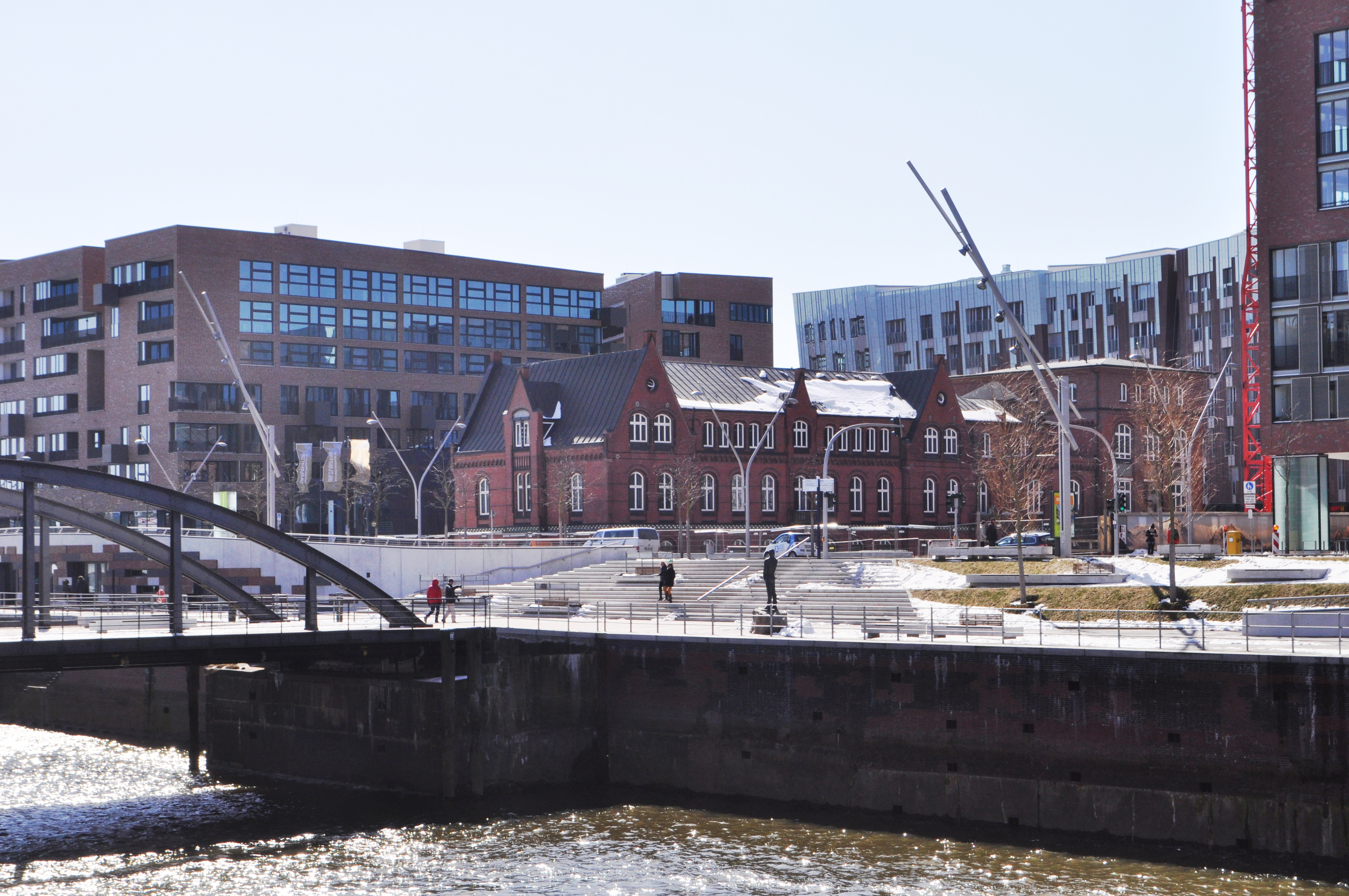
Blick über den Magdeburger Hafen vom Kaispeicher B, in der Bildmitte das Gebäude „Altes Hafenamt“.
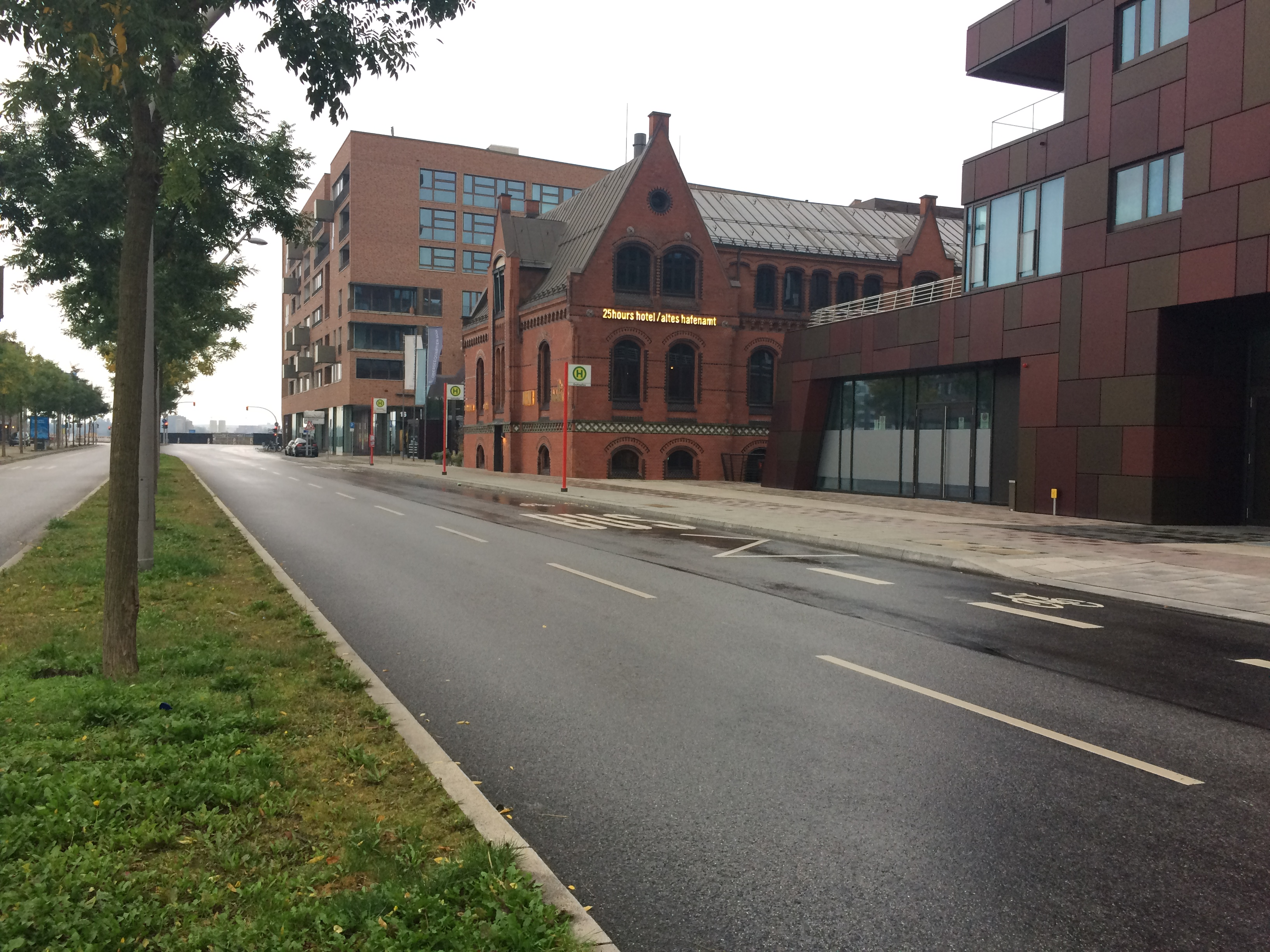
„Altes Hafenamt“ Osaka-Allee 12, Blick über die Osaka-Allee nach Süden.
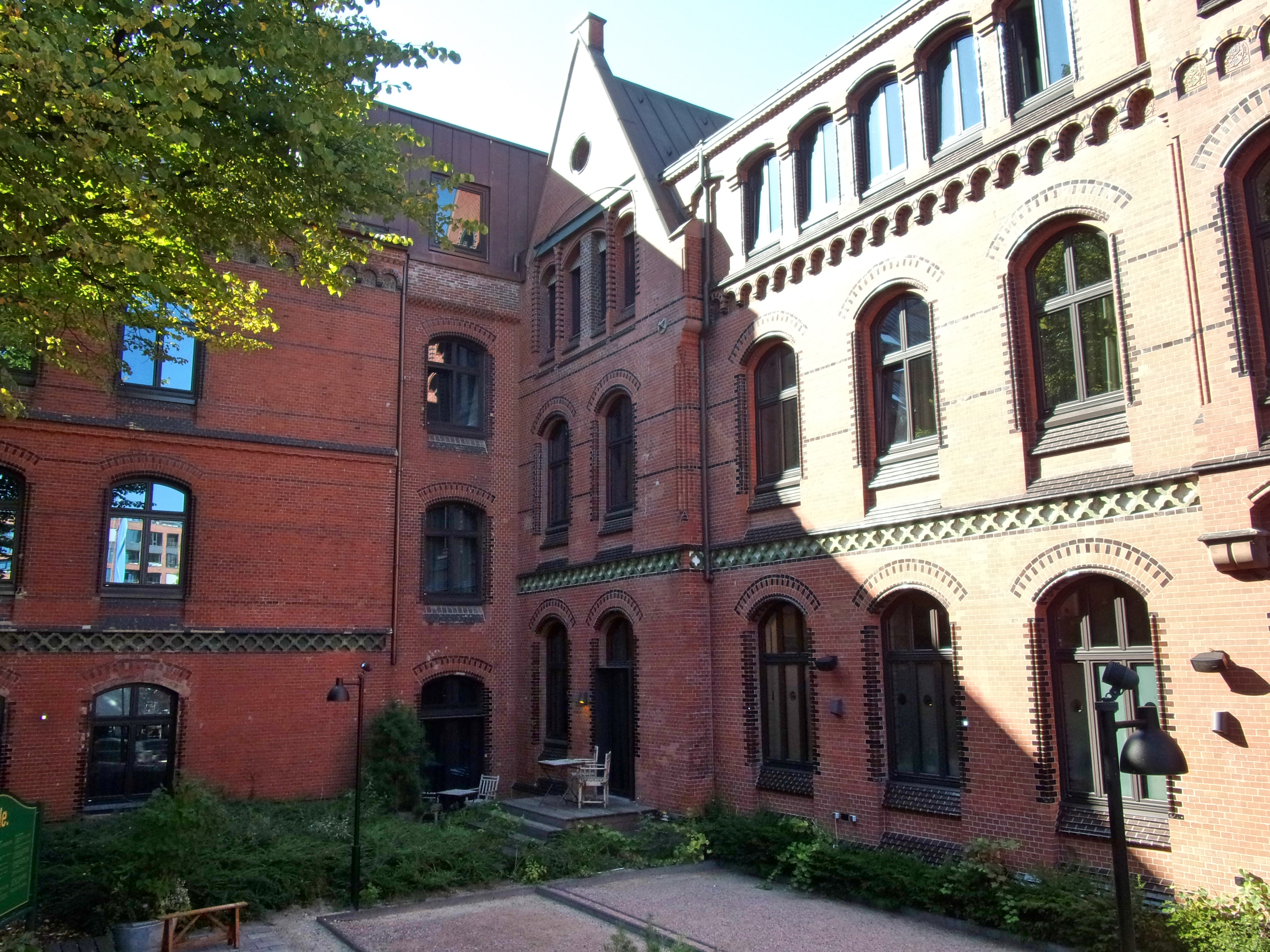
„Altes Hafenamt“, Innenhof auf altem Geländeniveau
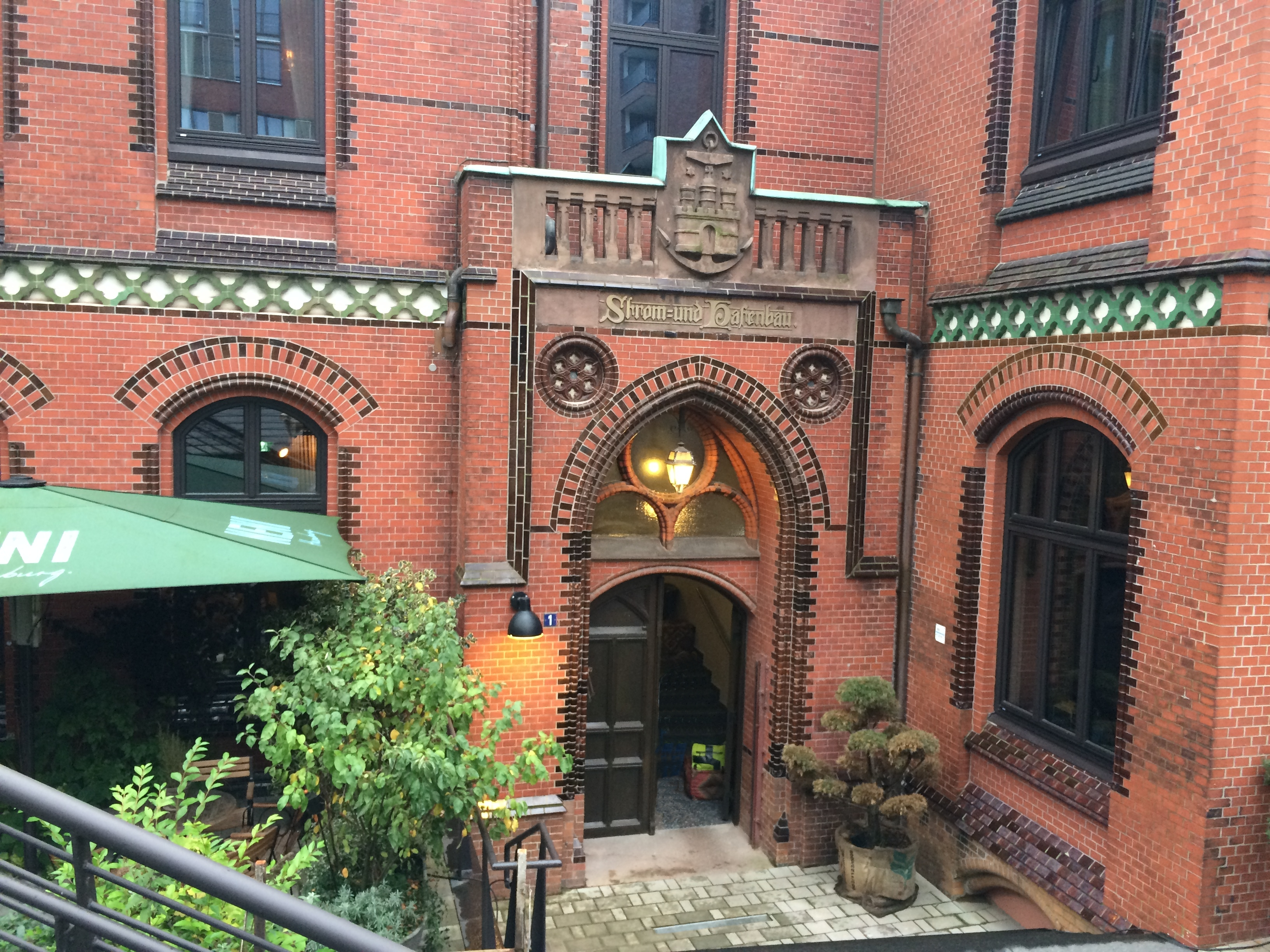
„Altes Hafenamt“, Seiteneingang am Markt. Die Hausnummer ist noch von der Dalmannstraße.